# Tenthredo zona
Tenthredo zona är en stekelart som beskrevs av Johann Christoph Friedrich Klug 1817. Tenthredo zona ingår i släktet Tenthredo, och familjen bladsteklar. Arten är reproducerande i Sverige.